# Andreas Raselius
Andreas Raselius, també conegut com a Andreas Rasel (Hahnbach, Alt Palatinat, 1563 - 6 de gener de 1602) fou un compositor i mestre de capella alemany.
Fou mestre en el Pädagogium de Heidelberg, cantor del Gymnasium poeticum de Ratisbona entre 1584 i 1600, i mestre de capella de la cort a Heidelberg a partir de 1600.
Se li deuen: Teutsche Sprüche aus den Evangelien (1594), Cantiones sacrae de 5 a 9 veus (1595), Corales Interanos a 5 veus (1599), i el tractat Hexachordium sive quaestiones musicae practicae (1589); a més, deixà, diverses obres teòriques manuscrites.